# NGC 1295
NGC 1295 је лентикуларна галаксија у сазвежђу Еридан која се налази на NGC листи објеката дубоког неба.
Деклинација објекта је - 13° 59' 52" а ректасцензија 3h 20m 3,2s. Привидна величина (магнитуда) објекта NGC 1295 износи 14,3 а фотографска магнитуда 15,3. NGC 1295 је још познат и под ознакама MCG -2-9-30, NPM1G -14.0162, IRAS 03177-1410, PGC 12465.